# Bus Éireann
Bus Éireann (wymowa: ˈbˠɔsˠ ˈeːɾʲən̪ˠ, ang. Irish Bus) – irlandzkie przedsiębiorstwo świadczące usługi przewozu osób na terenie całego kraju, z wyjątkiem linii operujących tylko w samym Dublinie, które to jest pod nazwą Dublin Bus. Jako niezależna firma powstała w 1987 roku, jest częścią statutowej spółki Córas Iompair Éireann. Głównym ośrodkiem jest Busáras (centralny dworzec autobusowy) położony przy ulicy Store Street, w centrum Dublina. Logiem firmy jest czerwony seter irlandzki. 

## Usługi
Bus Éireann swoje główne usługi kieruje dla klientów Irlandii i Irlandii Północnej (tam jako spółka Ulsterbus). Razem usługi obejmują połączenia ekspresowe (Intercity), podmiejskie, lokalne i szkolne. Dodatkowe usługi miejskie w Irlandii są w Cork, Galway, Limerick, Waterford, Athlone, Balbriggan, Drogheda, Dundalk, Navan i Sligo.
Firma prowadzi również usługi międzynarodowe w Wielkiej Brytanii i w Europie poprzez porty w Dublinie i Rosslare przy pomocy przewoźnika Eurolines. Obsługiwane miasta to m.in. Londyn, Birmingham, Manchester, Liverpool i Leeds.